# Торос-Меналла
16° пн. ш. 17° сх. д. / 16° пн. ш. 17° сх. д.

Торос-Меналла (англ. Toros-Menalla) — пізньоміоценове (по слонах) місцезнаходження численних і дуже різноманітних палеонтологічних знахідок, розташоване у пустелі Джураб, на півночі Республіки Чад. Відкрив у 2001 році Michel Brunet, який очолював спільну франко-чадську палеонтологічну експедицію (Mission Paléoanthropologique Franco-Tchadienne). Вік місцезнаходження, за різними оцінками: 6-7 млн років тому, 5,2-7,4 млн р.т. Всесвітньо відомим воно стало завдяки знахідці Sahelanthropus tchadensis — знаменитий «Тумай».

## Фауна, ландшафт і клімат
Риби, крокодили, змії, гієни, шаблезубі тигри, гризуни, колобуси, гіппаріони, примітивні слони, бегемоти, свині, жирафи, антилопи.
Багато води, болота, галерейні ліси, обліснені савани та степи.